# 몬트리올 베이글
몬트리올 베이글(영어: Montreal-style bagel 몬트리올스타일 베이글[*])은 독특한 종류의 베이글의 일종이다. 기계 작업 없이 손으로 만들며 나무에 불을 붙여 굽는다. 뉴욕 베이글에 비해서 몬트리올 베이글은 더 작고, 더 단 맛이 나며, 더 밀도가 높다. 중앙에 뚫려 있는 베이글 특유의 구멍 역시 몬트리올 베이글이 좀 더 큰 편이다. 몬트리올 베이글은 항상 나무에 불을 붙여 그 위에서 굽는다. 엿기름과 달걀이 주 재료로 들어가며 소금은 이 베이글에 들어가지 않는다. 그리고 나무에 불을 붙여 굽기 전에는 보통 꿀이 들어간 뜨거운 물에 베이글을 데운다.
많은 몬트리올의 빵집에서는 아직도 몬트리올 베이글을 수작업으로 손수 만들며 나무를 태워서 굽는다. 시중에서 팔리는 몬트리올 베이글에는 양귀비 씨가 뿌려진 "블랙 시드"와 참깨가 뿌려진 "화이트 시드"가 있다.

## 역사
뉴욕 베이글과 비슷하게 생긴 몬트리올 베이글은 폴란드나 동유럽 지방에서 북아메리카로 온 유대인 이민자가 만든 빵으로부터 시작된다. 초기의 몬트리올 베이글은 베이글의 원산지인 폴란드 지방의 베이글과 매우 비슷했다. 하지만 구멍이 넓어지는 등 조금의 차이가 벌어진 결과 지금의 몬트리올 베이글이 탄생했다. 뉴욕 베이글 역시 동시대에 북아메리카로 유입되었다.

## 만들기
몬트리올 베이글의 반죽은 엿기름과 달걀, 밀가루를 섞어 만든다. 꿀은 반죽에 바로 넣지 않고 꿀이 들어간 뜨거운 물에 반죽을 빠트리는 방법으로 추가한다. 그 후 구울 때는 나무 장작에 불을 붙인 뒤 그 위에서 굽는다. 양귀비 씨나 참깨를 곁들이기도 한다. 몬트리올 베이글의 종류는 이 곁들이는 재료에 따라 결정된다.

## 같이 보기
- 뉴욕 베이글
- 베이글
- 캐나다 요리